# Shake (песня Ying Yang Twins)
«Shake» — третий сингл с альбома Ying Yang Twins, U.S.A. (United State of Atlanta). В песне принял участие рэпер Питбуль. В песне содержится семпл из «Din Daa Daa» певца Джорджа Кранца.
Официальный ремикс при участии Питбуля с новым куплетом и певцом Elephant Man появился на альбоме Ying Yang Twins U.S.A. Still United и Питбуля Money Is Still a Major Issue.
Песня ссылается на «The New Workout Plan» певца Канье Уэста и «Back that Azz Up» певца Juvenile.
Клип редко крутили на канналах BET, MTV и VH1. Его режиссёром стал Лайф Гарланд.

## Чарты
| Чарт (2006)                          | Наивысшая позиция |
| ------------------------------------ | ----------------- |
| U.S. Billboard Hot 100               | 41                |
| U.S. Billboard Hot R&B/Hip-Hop Songs | 37                |
| U.S. Billboard Hot Rap Tracks        | 12                |
| UK Singles Chart                     | 49                |